# Stefan Jung
Stefan Jung, zwany Schwammgrättel (ur. ok. 1409, zm. przed 1470) – słowacki burmistrz Bańskiej Bystrzycy w latach 1450–1454. Był pochodzenia niemieckiego, pełnił funkcję sędziego. Był też przedsiębiorcą i jednym z najzamożniejszych patrycjuszy miasta. Jung był właścicielem kopalń i hut. Zasłużony dla mieszczan, fundator szpitala św. Elżbiety.
Zdaniem słowackiego historyka Jána Baláža: „Do lat 90. XV wieku, kiedy to Jan Thurzo i Jakub Fugger założyli w Bańskiej Bystrzycy społeczność przemysłową, w mieście i okolicy dominowały trzy najmożniejsze patrycjuszowe rody: Karlovie, Jungowie i Ernstowie. Karlovski ród w Bańskiej Bystrzycy znany był co najmniej od początku XIV wieku aż do II połowy XV wieku. Po 1430 roku cały majątek rodowy Karlóv przejął Stefan Jung alias Schweinegretel (Sweinengratl), który już wtedy trzymał w swoich rękach dom  w Španiej Dolinie i Pieskoch oraz okoliczne włości: Podlavice, Riečka, Majer, Kostiviarska, Jakub i Ul'anka.” (Obecnie miejscowości te są dzielnicami miasta).
Stefan Jung w latach 1450–1454 pełnił funkcję burmistrza i sędziego. Jego pierworodny syn, Egid von Berg również zajmował te stanowiska już w 1446. Oprócz Egida Stefan Jung miał jeszcze dwóch synów – Mikulasa i Jakuba.

## Patrycjusz w bańskobystrzyckich dokumentach

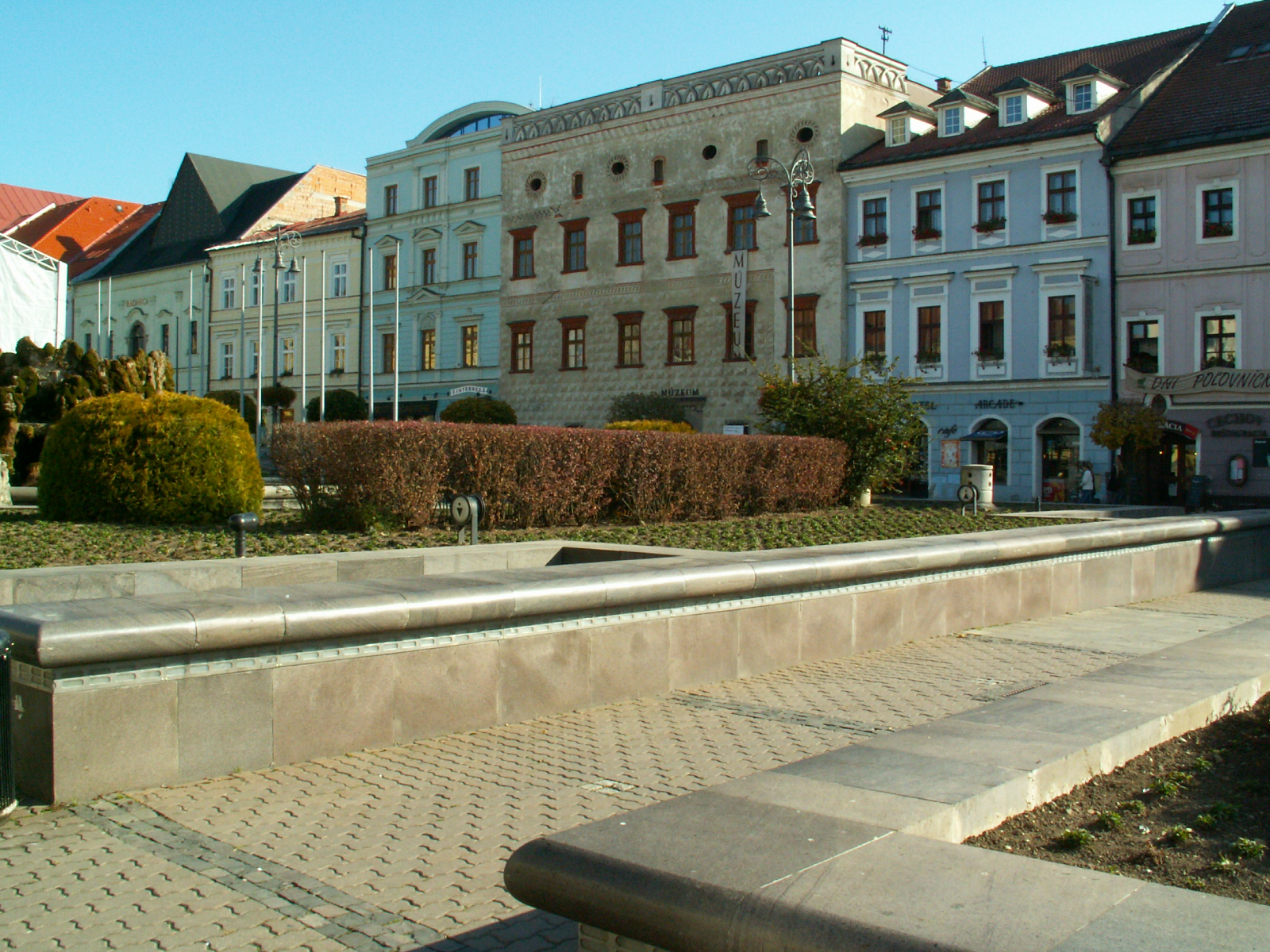
Dom Jana Thurzo (trzeci z prawej), w którym bańskobystrzyccy Jungowie w XV w. byli częstymi gośćmi.

Pierwsza wzmianka o Stefanie Jungu pochodzi z 26 grudnia 1443 i dotyczy testamentu patrycjusza: Sędzia miasta Bańska Bystrzyca Jan Per i przysięgły oświadcza, że Stefan Jung pozostawia swojemu pierworodnemu synowi Egidowi von Berg, członkowi miejskiej rady, dochód z zysków, które dają Egidowi możliwość spłaty wierzytelności, z wydobycia i przetopu srebra ze wszystkich wyrobisk znajdujących się w Silbergepirg oraz dom w mieście, leżący obok domu Jana Raaba z wszystkimi zobowiązaniami. Tym samym wyrównane są wszelakie zaległości Egida zapisane w miejskim protokole. W przypadku śmierci Stefana i jego potomka, którego spłodził z matką Egida, przypadnie jego majątek dzieciom Egida. Jeśli umrze Egid i jego potomkowie, wszelki majątek przejdzie na wyznaczonych dziedziców Stefana Junga. 
Z zachowanych dokumentów wynika, że bańskobystrzycki burmistrz posiadał problemy finansowe, przez co musiał się zapożyczyć: Stefan Jung, sędzia miasta Bańska Bystrzyca potwierdza, że pożyczył od Stanka Wilhelmowicza 300 florenów na prowadzenie prac w kopalniach. Daje mu w zastaw swoje włości Podlavice (Olersdorf lub Podlawicz) i Majer (Meyrhoff). (Zapis pochodzi z 22 grudnia 1454, Kremnica). Jeszcze przez najbliższe dwa lata sytuacja finansowa w kopalniach nie ulegnie poprawie i Jung musi pożyczyć kolejne 400 florenów w 1455 oraz 300 florenów od miasta w 1456.

## 1457–1465. Okres pobytu w Niemczech

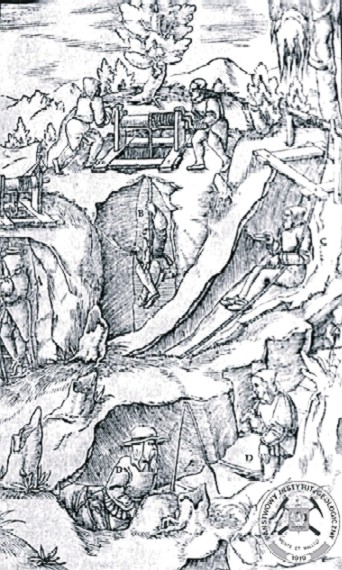
Praca w kopalni w dawnych czasach

W 1457 przez Śląsk, który również zamieszkiwali Jungowie wyjeżdża na południe Niemiec do rodziny. Jego majątkiem zarządzali wtedy dwaj synowie: Mikulas Jung oraz Egid von Berg. Trzeci syn, Jakub Jung, lekarz w przykościelnym szpitalu św. Elżbiety, z podziału majątku otrzymał 200 florenów. 16 maja 1456 Stefan Jung pisze kolejny testament. W następnym roku Mikulas i Egid wykupili zastawione miejscowości Majer i Podlavice.
Pod koniec 1458 Stefan Jung przesyła list do Egida z Grabe pod Saalfelden am Steinernen Meer (obecnie Austria), kurierem był Peter Jung, w którym informuje o zmianie testamentu. Do listu dołączona była również suma pieniędzy, która ustabilizowała finansową sytuację w kopalniach Jungów. Na początku 1459 Egid odpisuje ojcu: „Mikulas Jung odstępuje swojemu bratu Egidowi połowę rodowego majątku na użytek miasta Bańska Bystrzyca, które ich ojciec swego czasu rozbudowywał… Egid później [połowę majątku Mikulasa Junga] na wezwanie bańskobystrzyckiego burmistrza Fritza wykupił. Chodzi o kopalnie, huty, domy, grunty poza miastem, poddanych w mieście i koło miasta, role, sprzęty – wszystko, czym niegdyś dzierżył Carlus. Wszystko to czynię w imieniu swoich potomków.”
W 1465 Stefan Jung po prawie ośmioletniej nieobecności wraca z południowych Niemiec. Tego samego roku sprzedaje grunty za cenę 6200 florenów. Z 13 marca 1466 pochodzi dokument, w którym uściślono przebieg transakcji: „Świadectwem Ostrzyhomskiej kapituły zaświadczamy, że szlachetnie urodzony Stefan Jung z Bańskiej Bystrzycy sprzedał część majątku mieszczaninowi Janowi Ernstowi, a w połowie krakowskiemu panu Janowi Turzo de Lak za sumę 6200 florenów. Sprzedanym majątkiem jest: Karlovski dom w Bańskiej Bystrzycy, całe wsie służebne Podlavice, Riečka, Ul'anka i Majer, połowa włości Jakub i Kostiviarska, z domem, placem kupieckim i dziedzicznym prawem do szpitala Św. Elżbiety, a na koniec kopalnia Nova i Dziedziczna Sztolnia, z przyległymi hutami i lasami.” Jan Turzo w 1470 r. odsprzedał niewielką tylko część dawnego majątku Jungów za cenę 2000 florenów, z reszty gruntów czerpał zyski z eksploatacji złóż rud srebra i miedzi.
Potomkowie Stefana Junga, który przeżył synów o niespełna rok, jeszcze do 1. połowy XVI wieku wraz z Ernstami i Fuggerami tworzyli najbardziej wpływowe rody w mieście.